# 신이 보낸 사람
《신이 보낸 사람》은 2014년에 개봉한 대한민국의 영화이다.

## 캐스팅
- 김인권 : 주철호 역
- 홍경인 : 장우진 역
- 안병경 : 성택 역
- 지용석 : 용석 역
- 최규환 : 유호진 역
- 허지원 : 김신철 역
- 조덕제 : 박정식 역
- 김재화 : 보희 역
- 최선자 : 용석 할머니 역
- 윤덕용 : 주 영감 역
- 남성준 : 국경경비대원 1 역
- 박찬우 : 국경경비대원 2 역
- 박병철 : 국경경비대원 4 역
- 성도현 : 보위부원 2 역
- 오산하 : 영미 역 (특별출연)
- 기주봉 : 보위부 간부 역 (특별출연)